# Église Sainte-Livrade de Sainte-Livrade-sur-Lot
L’église Sainte-Livrade de Sainte-Livrade-sur-Lot est située à Sainte-Livrade-sur-Lot, dans le département de Lot-et-Garonne, en France.

## Historique
L'historique du prieuré a été donné dans la notice que Philippe Tamizey de Larroque lui a consacré.
L’église de Sainte Livrade a été donnée aux religieux bénédictins de l’abbaye de la Chaise-Dieu qui desservait l’église de cette sainte par un acte de donation fait le 5 mars 1117. L'église primitive qui appartenait au diocèse d'Agen est alors érigée en prieuré rattaché à l'abbaye de la Chaise-Dieu. 
Des sarcophages mérovingiens ont été découverts au cours des travaux faits autour de l'église. Ils montrent qu'une nécropole mérovingienne se trouvait sur le site.
L'église actuelle a dû être commencée peu après en commençant par le chevet.
En 1120 le pape Calixte II a confirmé les actes et droits du prieuré face à Hildebert, évêque d’Agen, plus connu sous le nom d'Aldebert. Guillaume IX, duc d’Aquitaine, a confirmé ces droits par lettre patente en avril 1122.
Le prieuré est exempté de la juridiction épiscopale et le chapitre qui dessert le prieuré ne reconnait d’autre supérieur que le pape. Le pape Lucius III a signé la bulle le 6 avril 1184.
En 1244, la dame Marquesie et son fils Mercadier ont été condamnés à rendre hommage de respect et fidélité à l’abbé pour la quatrième partie de la grande et basse justice et le péage de la terre de Sainte Livrade. Le 17 mai 1253 un jugement est donné en faveur du prieur livradais contre Pons Amanieu de Madaillan. Le prieur hérite la moitié de la basse et haute justice que possédait Pons Amanieu de Madaillan. En  1255, le même Pons Amanieu de Madaillan vend au prieur l'autre moitié de la haute justice pour 75 livres tournois.
En 1271, les actes d'hommage au moment de la prise de possession de l'Agenais au nom du roi de France, les du Fossat étaient co-seigneurs d'une partie de Sainte-Livrade avec les Madaillan.
Arnaud del Garn ou de Garves reçoit tous les revenus de la justice haute et basse du prieuré, seulement pour sa vie, en 1273. Il est le beau-frère du pape Clément V et le père de Bernard de Garves de Sainte-Livrade appelé cardinal de Sainte-Livrade.
L'église n'a été terminée qu'au XIVe siècle par le vaisseau situé au nord de la nef, actuelle chapelle de la Vierge, court et élancé où on peut voir un gisant d'évêque retrouvé au cours de travaux au XIXe siècle. Il ne semble qu'il y ait eu le pendant de la chapelle nord au sud du vaisseau principal.
L'église est partiellement détruite par les protestants pendant les guerres de religion et qui ne laissent rien des bâtiments conventuels médiévaux.
En 1652 il est passé à la Congrégation de Saint-Maur. On peut donc le voir figurer dans le Monasticon Gallicanum, en 1688, mais les ambitieuses constructions qui sont représentées sont probablement de simples projets.
Le prieuré ne compte que dix moines en 1763.
Au moment de la Révolution, l'église est devenu paroissiale, les  bâtiments conventuels sont vendus et dépecés.
À partir de 1864 la nef, le clocher occidental et la façade sont reconstruits dans un style néo-gothique sous la direction de l'architecte bordelais Gustave Alaux.
L'église a été classée au titre des monuments historiques le 20 juillet 1908,.